# Frommia ceratophylloides
Frommia ceratophylloides är en växtart som är ensam art i släktet Frommia i familjen flockblommiga växter.
Arten är en perenn ört som förekommer i Malawi, Tanzania och Zambia. Den beskrevs av Hermann Wolff 1912.